# Simone Stella
Simone Stella (Firenze, 10 luglio 1981) è un organista, clavicembalista, compositore pianista e produttore italiano.

## Biografia
Nato nel 1981, iniziò lo studio del pianoforte a 9 anni, entrando pochi anni dopo nella classe di Rosanita Racugno presso il conservatorio Luigi Cherubini di Firenze, perfezionandosi successivamente con Marco Vavolo. Nel 1996 a 15 anni divenne organista della Chiesa di Santa Maria Maddalena de' Pazzi nella sua città, ruolo ricoperto per 5 anni. Durante tale periodo, per due anni fu anche organista nella Chiesa di San Michele Visdomini.
In seguito studiò organo a Firenze con Mariella Mochi e Alessandro Albenga, clavicembalo a Roma con Francesco Cera e improvvisazione organistica a Cremona con Fausto Caporali e Stefano Rattini. Inoltre si è perfezionato con Ton Koopman, Matteo Imbruno, Luigi Ferdinando Tagliavini, Luca Scandali, Giancarlo Parodi, Stefano Innocenti, Klemens Schnorr, Ludger Lohman, Michel Bouvard, Monika Henking e Guy Bovet.
Nel 2004 e nel 2005, per due anni consecutivi, si qualificò primo al concorso organistico giovanile "Alessandro Esposito" di Lucca, e, nel 2008, vinse il primo premio assoluto al 1º Concorso organistico internazionale "Agati-Tronci" di Pistola (giuria presieduta da Gustav Leonhardt).
Specializzato nell'esecuzione di musica rinascimentale e barocca, Simone Stella, oltre a svolgere attività concertistica in Italia e all'estero (in Europa, Stati Uniti d'America e Brasile), è dal 2011 organista titolare presso la basilica della Santissima Annunziata a Firenze. Degna di nota l'esecuzione integrale in concerto delle composizioni organistiche di Dietrich Buxtehude, realizzata all'organo della chiesa di Orsanmichele a Firenze, di cui fu titolare per alcuni anni. 
Dal 2009 è dedito a un'intensa attività discografica sia all'organo che al clavicembalo. Ha al suo attivo una vastissima produzione di CD solistici per le etichette OnClassical, Briliant Classics e Amadeus Rainbow, perlopiù opere integrali, e la stampa internazionale lo ha unanimemente accreditato come uno dei più interessanti interpreti di musica barocca del nuovo millennio, nel cui stile esecutivo l'approccio basilarmente filologico si fonde ad elementi interpretativi della scuola tardoromantica-novecentesca.

## Discografia
- 2009 – Georg Friedrich Händel, Suites for harpsichord, book 1, 2 CD, OnClassical (OC33-34Bv).
- 2011 – Dietrich Buxtehude, Complete Harpsichord Music, 4 CD, OnClassical (OC51-54Bv), Brilliant Classics (94312).
- 2012 – Dietrich Buxtehude, Complete Organ Music, 6 CD, OnClassical (OC61-66Bv), Brilliant Classics (94422).
- 2013 – Georg Böhm, Complete Harpsichord and Organ Music, 4 CD, OnClassical (OC72-75B), Brilliant Classics (94612).
- 2013 – Luigi Cherubini, Sei Sonate per cimbalo, 1 CD, Amadeus Rainbow.
- 2014 – Johann Adam Reincken, Complete Harpsichord and Organ Music, 3 CD, OnClassical (OC84-86B), Brilliant Classics (94606).
- 2015 – Johann Gottfried Walther, Complete Organ Music, 12 CD, Brilliant Classics (94730).
- 2015 – Various Composers: Toccata and Fugue in D minor, BWV 565 & other works, 1 CD, OnClassical (OC95B)
- 2016 – Jean-Philippe Rameau: Complete Harpsichord Music, 2 CD, OnClassical (OC130BSET)
- 2016 – Johann Jakob Froberger: Complete Music for Harpsichord and Organ, 16 CD, Brilliant Classics (94740)
- 2016 – Johann Sebastian Bach: Organ Works BWV 538, 542, 545, 565, 572, 582, 590, 1 CD, OnClassical (OC150B)
- 2018 – Federico Maria Sardelli: Suites pour le Clavecin, 1 CD, Brilliant Classics (95488)
- 2019 – Johann Pachelbel: Complete Keyboard Music, 13 CD, Brilliant Classics (95623)
- 2021 – Carlo Antonio Campioni: Six Sonatas for the Harpsichord op. 4b, 1 CD, Brilliant Classics (95997)
- 2021 – Friedrich Wilhelm Zachow: Complete Organ Music, 2 CD, Brilliant Classics